# Atomica di Hitler
La cosiddetta atomica nazista, o meglio bomba nazista, è una teoria esposta dallo storico berlinese Rainer Karlsch nel marzo 2005 nel saggio Hitlers Bombe, secondo la quale la Germania nazista avrebbe sviluppato una "bomba sporca" oppure un ibrido nucleare-radiologico, prodotto dalle ricerche sulla fusione, e non un'arma nucleare propria e pura come quella fatta esplodere ad Hiroshima.
Malgrado un programma nucleare tedesco fosse effettivamente in corso, non esistono prove conclusive che quest'arma sia effettivamente esistita. La teoria ha trovato ampio spazio sui mass media, che hanno sempre trovato nelle armi segrete del Terzo Reich una fonte di interesse.

## Sviluppo e test dell'arma
Secondo Karlsch un gruppo totalmente distaccato dal progetto nazista sull'atomica, diretto dal fisico Kurt Diebner, dal 1944-1945, studiò in una base in Turingia una sorta di atomica minore, quasi sicuramente una bomba sporca (vedendo le differenze sullo standard della fissione e la costruzione dell'effettiva arma). Il progetto era finanziato e diretto dall'Esercito sotto il comando del Generale Eric Schumann. Dopo l'attentato a Hitler del 20 luglio 1944, Heinrich Himmler e le SS presero il controllo del progetto nazista per la bomba atomica. Molto di quello che Diebner e la sua squadra fecero durante la guerra è ancora sconosciuto ed al riguardo sono state fatte molte speculazioni. Un libro di Rainer Karlsch dichiara, sulla base di testimonianze, che la squadra di Diebner effettuò due test, uno sull'isola di Rügen nel Mar Baltico con una bomba sporca e l'altro presso la base militare di Ohrdruf in Turingia.
Diverse centinaia di prigionieri di guerra sarebbero morti a causa dell'esposizione a radiazioni sul luogo dell'esplosione.
Diebner fu portato negli Stati Uniti alla fine della guerra nel quadro dell'Operazione Paperclip.

## Prove pro e contro l'esistenza dell'arma
La prova principale delle teorie di Karlsch è l'esistenza di un brevetto per armi al plutonio del 1941.
Karlsch cita inoltre un testimone di un'esplosione avvenuta ad Ohrdruf e un altro dei corpi carbonizzati delle vittime. Egli sostiene anche di avere campioni radioattivi del terreno dei siti. Le testimonianze coincidono con quelle di Luigi Romersa che nel suo libro Le armi segrete di Hitler rivela di essere stato testimone oculare dell'esperimento condotto nell'isola di Rügen, nel Mar Baltico. La testimonianza è stata ripetuta anche nel documentario In missione per Mussolini realizzato da History Channel. Al processo di Norimberga nel 1946, il ministro degli armamenti Albert Speer venne interrogato dai magistrati circa l'esplosione di Ohrdruf, nel tentativo di poterlo ritenere responsabile per quelle vittime.
Lo scrittore sostenne inoltre che vi sarebbero prove nelle parti ancora nascoste del programma nucleare tedesco sotto la guida di Kurt Diebner. Lo storico tedesco ha individuato anche il luogo dove il gruppo di ricerca guidato da Diebner, al centro sperimentale di Gottow, nei dintorni di Berlino, coperto dal segreto di Stato, riuscì a costruire un reattore nucleare tra il 1943 e il 1944 e addirittura ottenne sia pur per pochi minuti o ore una reazione a catena nell'autunno del 1944. È noto che Heisenberg non riuscì mai a costruire un reattore funzionante.
Nel febbraio 2006 sono stati eseguiti dei test in Turingia, per verificare la presenza anormale di un'alta radioattività nell'ambiente. I risultati sono stati resi pubblici dal Physikalisch-Technische Bundesanstalt: se si tiene conto del livello relativamente elevato di radioattività ambientale dovuto all'incidente di Černobyl', sono stati rilevati livelli fuori norma di radiazioni, considerando che l'esperimento è stato effettuato nel 1944 e che non si trattò di una bomba atomica come quella di Hiroshima. Qualcuno, più per motivi ideologici che per evidenze scientifiche, ha cercato di minimizzare i risultati paragonandoli impropriamente agli alti livelli ancora presenti a Černobyl', dopo l'incidente nel 1986 dimenticando le differenze tra i due eventi ed il fatto che Hiroshima dopo il bombardamento nucleare (6 agosto 1945) sia stata ricostruita esattamente dove era e che oggi vi abitino oltre 2 milioni di persone ad indicare il decadimento del livello di radioattività.
La pubblicazione di questi risultati ha dato risalto alla tesi della esistenza di una "bomba sporca" tedesca che se fosse stata perfezionata e posizionata su una V2 avrebbe potuto provocare gravissimi danni agli Alleati.